# Monsec
Monsec là một xã của Pháp, nằm ở tỉnh Dordogne trong vùng Aquitaine của Pháp. Xã này có diện tích 12,45 km2, dân số năm 2006 là 170 người. Xã nằm ở khu vực có độ cao trung bình 148 m trên mực nước biển.

## Thông tin nhân khẩu
| Năm    | 1962 | 1968 | 1975 | 1982 | 1990 | 1999 | 2006 |
| ------ | ---- | ---- | ---- | ---- | ---- | ---- | ---- |
| Dân số | 218  | 203  | 181  | 168  | 167  | 153  | 170  |